# Igor Akindinowitsch Fomin
Igor Akindinowitsch Fomin (russisch Игорь Акиндинович Фомин; * 26. Dezember 1939 in Kiew, damals Sowjetunion) ist ein sowjetischer theoretischer Festkörperphysiker, der für Beiträge zur Spin-Suprafluidität bekannt ist.
Fomin wurde 1968 in Moskau für einer Kandidatenthese über Quantenflüssigkeiten promoviert, war am Landau-Institut für Theoretische Physik und habilitierte sich 1980. Als 1984 die Gruppe um Wiktor-Andrei Stanislawowitsch Borowik-Romanow und Juri Michailowitsch Bunkow Spin-Suprafluidität am Kapiza-Institut entdeckte, war er der Theoretiker der Gruppe, der das Phänomen theoretisch erklärte und andere dabei auftretende Phänomene wie Phonon-artige Anregungen (Goldstone-Moden) der kohärenten Domänen homogener Spinpräzession (HPD) und deren Spektrum und später He-3 in Aerogelen. Seit 1993 ist er am Kapiza-Institut. 2000 wurde er korrespondierendes Mitglied der Russischen Akademie der Wissenschaften.
2008 erhielt er mit Wladimir Dmitrijew und Juri Bunkow den Fritz London Memorial Prize.

## Schriften
- Long-lived induction signal and spatially nonuniform spin precession in 3He-B. In: JETP Letters. Band 40, 1984, S. 1037.